# Marie Kingué
Marie Catherine Kingué, död efter år 1785, var en barnmorska och kaperlata (medicinkvinna) på Saint-Domingue. Hon blev föremål för en uppmärksammad process 1785 och betraktades som ett hot mot det dåvarande slavsamhället. 
Hennes kristna slavnamn var Marie Catherine, men hon kallade sig själv "Marie Kingué".  Hon bar de märken under hennes öga som utmärkte henne som kongoles, och med tanke på hennes antagna namn förmodas hon ha varit från Kinguélé, huvudstaden i Kungadömet KaKongo i Kongo nära Malemba. Hon tros ha varit en naturläkare redan i Afrika, antingen en kongolesis nganga, en kitomi ur Mbumbatraditionen, eller en Mpemba-barnmorska. I detta område förekom det att icke kristna afrikaner dömdes till slaveri av kristnade afrikaner, vilket kan ha lett till hennes förslavande och transport från Afrika till Saint Domingue.  År 1774 efterlystes en förrymd slavinna vid namn ‘Keingue’, som hade rymt tillsammans med slaven Moinsa, av bröderna Mesnier i Le Cap, vilket kan ha varit hon. 
Hon var en kaperlata, ett vanligt yrke på Saint Domingue.  Kaperlatas, som kunde vara både slavar eller fria färgade, var aktiva som naturläkare inom traditionell afrikansk medicin och botade sjukdomar både med örter och magiska ritualer, och fungerade ofta som präster inom voodooreligionen: bland de mest berömda av dessa var Cécile Fatiman.  Marie Kingué var särskilt framgångsrik som kaperlata, och anlitades även av vita kunder.  Hon var troligen verksam som voodooprästinna, och sålde med framgång talismaner och andra påstått magiska tjänster.  Kaperlatas betraktades med misstänksamhet av de franska myndigheterna eftersom deras verksamhet betraktades som häxeri, och yrket var därför inofficiellt.  
Marie Kingué var år 1785 36-40 år gammal och formellt barnmorska på Sieur Caillon Belhumeurs plantage i Port Margot nära Le Cap, där hon var känd i hela regionen Limbé och Plaisance för att vara en kaperlata som sålde gards-corps eller nkisis (talismaner).  Hon levde med en assistent vid namn Polidor, som även undervisade lärlingar, och hade en stor mängd anhängare och kunder inte bara bland slavbefolkningen utan också bland vita, som trodde på hennes magiska förmågor, däribland Belhumeur.  Hennes anseende och inflytande i regionen växte till en grad att hon år 1785 anmäldes till François Neufchateau, guvernör i Cap-Francais, av ett antal motståndare i regionen, som kallade henne för ett monster och hennes anhängare för sinnessvaga.  De krävde också att hon skulle gripas av en särskild brigad, eftersom de fruktade att marechaussée, milisen som var ansvarig för att häkta förrymda slavar, var lojal mot henne, och att även regionens vita var alltför lojala mot henne.  Hon anmäldes av ett antal motståndare, däribland vita slavägare, tre färgade slavägare, och även ett antal svarta slavar, för lösdriveri, vidskepelse och kvacksalveri.  Hennes motståndare framhöll också att de hade krävt att hennes ägare Belhumeur bestraffade henne, men att han trots löften aldrig hade gjort det; han betalade henne istället själv för magiska tjänster. 
Marie Kingué påstod sig kunna bota slavar från Macandalförgiftning, en vanlig rädsla bland slavägare på Saint Domingue sedan Francois Macandals upprorsförsök 1758, där slavägare ofta misstänkte förgiftning eller självmord av förgiftare, macandals, när slavar avled av överarbete, och hade anlitats av Belhumeur själv för att med hjälp av magiska ritualer avslöja gift och konspirationer bland hans slavar, vilket ledde till att han hade avrättat de slavar hon utpekat som ansvariga. Hon anlitades sedan för att utföra sådana ritualer även på andra plantager. Hon ska också ha assisterat när en kvinna födde en orm: ormen var en gudomlig ande i Mbumba-kulturen, och associerades med Jesus i Kongo. 
Tron på hennes magiska krafter ska ha lett till oro bland slavarna: ett anonymt brev från 7 oktober 1785 anklagade henne för att ha samlat etthundra anhängare från ett slavarbetskommando med syfte att uppvigla dem till uppror.  Hennes officiella sysselsättning som barnmorska gjorde henne även misstänkt: slavbarnmorskor utsattes på Saint Domingue ofta för misstankar om att med avsikt döda spädbarn för att låta dem undslippa slaveriet, ett fenomen som blivit vanligt efter Macandal 1760. De flesta i provinsen sades bära hennes talismaner, och hon sades känna till varje plantages hemligheter, varför hon hade stort inflytande. När en arrestering hotade henne, gömdes hon av den lokala kommendanten, Sieur Chailleau. 